# جورجو کانتارینی
جورجو کانتارینی (به انگلیسی: Giorgio Cantarini) (زاده ۱۲ آوریل ۱۹۹۲) بازیگر ایتالیایی است.
از فیلم‌های معروف او می‌توان به بازی در زندگی زیباست و گلادیاتور اشاره کرد.